# Оан
Оан (応安) је јапанска ера (ненко) Северног двора током првог раздобља Муромачи периода, познатог још и као Нанбокучо период. Настала је после Џоџи и пре Еива ере. Временски је трајала од фебруара 1368. до фебруара 1375. године. Владајући цареви у Кјоту били су Го-Когон и Го-Енју а у Јужном двору у Јошину цар Чокеи.
У исто време на југу текла је ера Шохеи (1346–1370) праћена ером Кентоку (1370–1372) и Бунчу (1372–1375).

## Важнији догађаји Оан ере
- 1368. (Оан 1): Након смрти цара Го Муракамија, Јужни двор проглашава цара Чокеија за наследника трона.[3]
- 1370. (Оан 3): Имагава Садајо послат је да покори острво Кјушу.[3]
- 1371. (Оан 4): Покушај да се успостави примирје.[3]
- 1373-1406. (Оан 6 - Оеи 13): Отварају се амбасаде између Кине и Јапана.[3]
- 1374. (Оан 7): Цар Го-Енју заузима Северни трон.[3]